# Cordylus tropidosternum
Cordylus tropidosternum là một loài thằn lằn trong họ Cordylidae. Loài này được Cope mô tả khoa học đầu tiên năm 1869.

## Hình ảnh

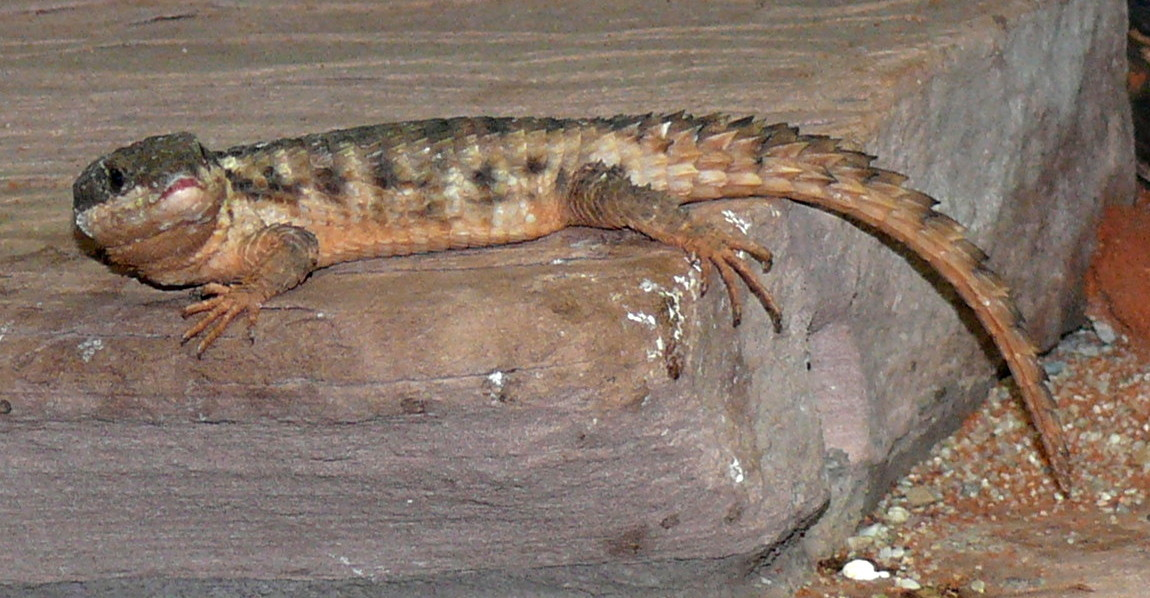
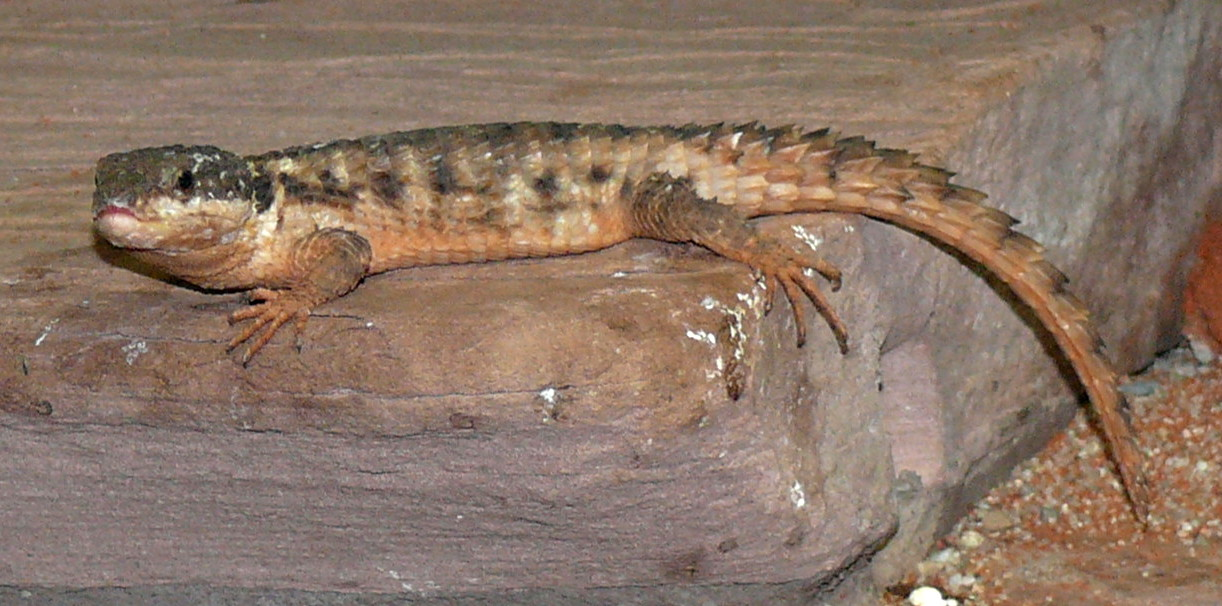
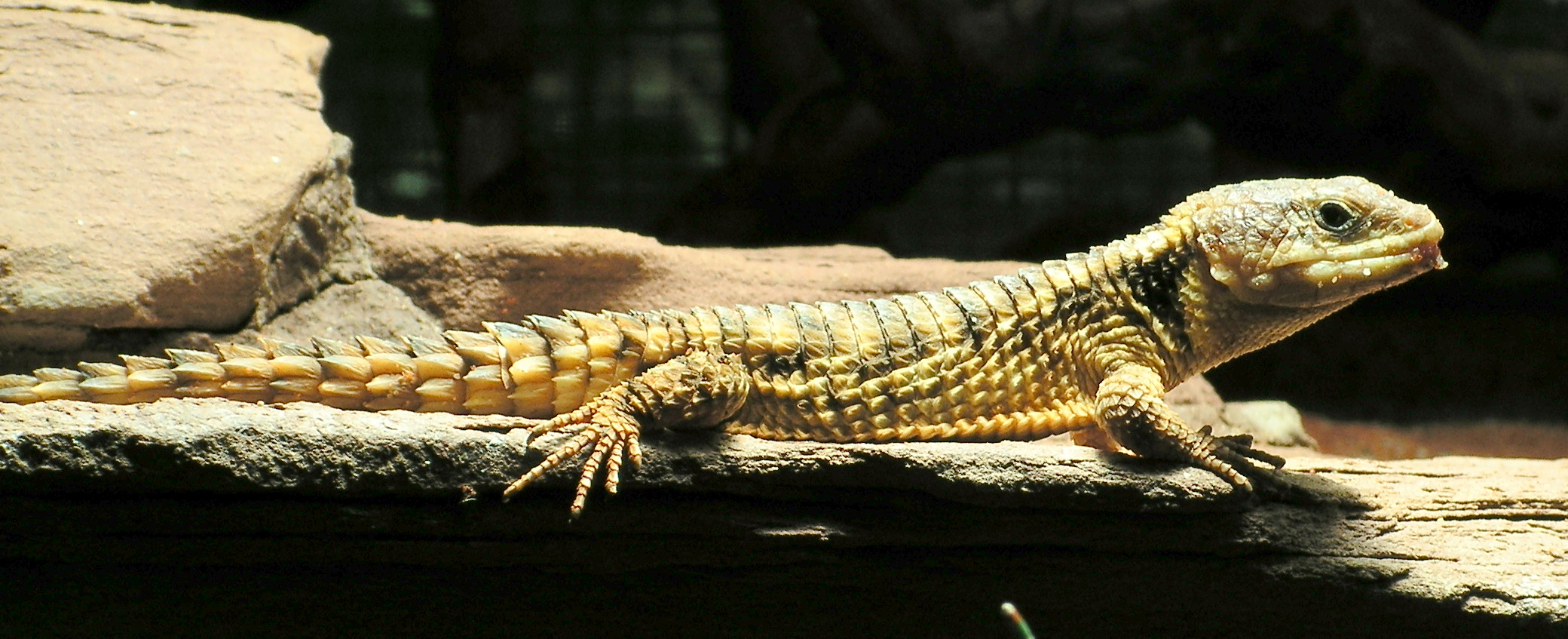
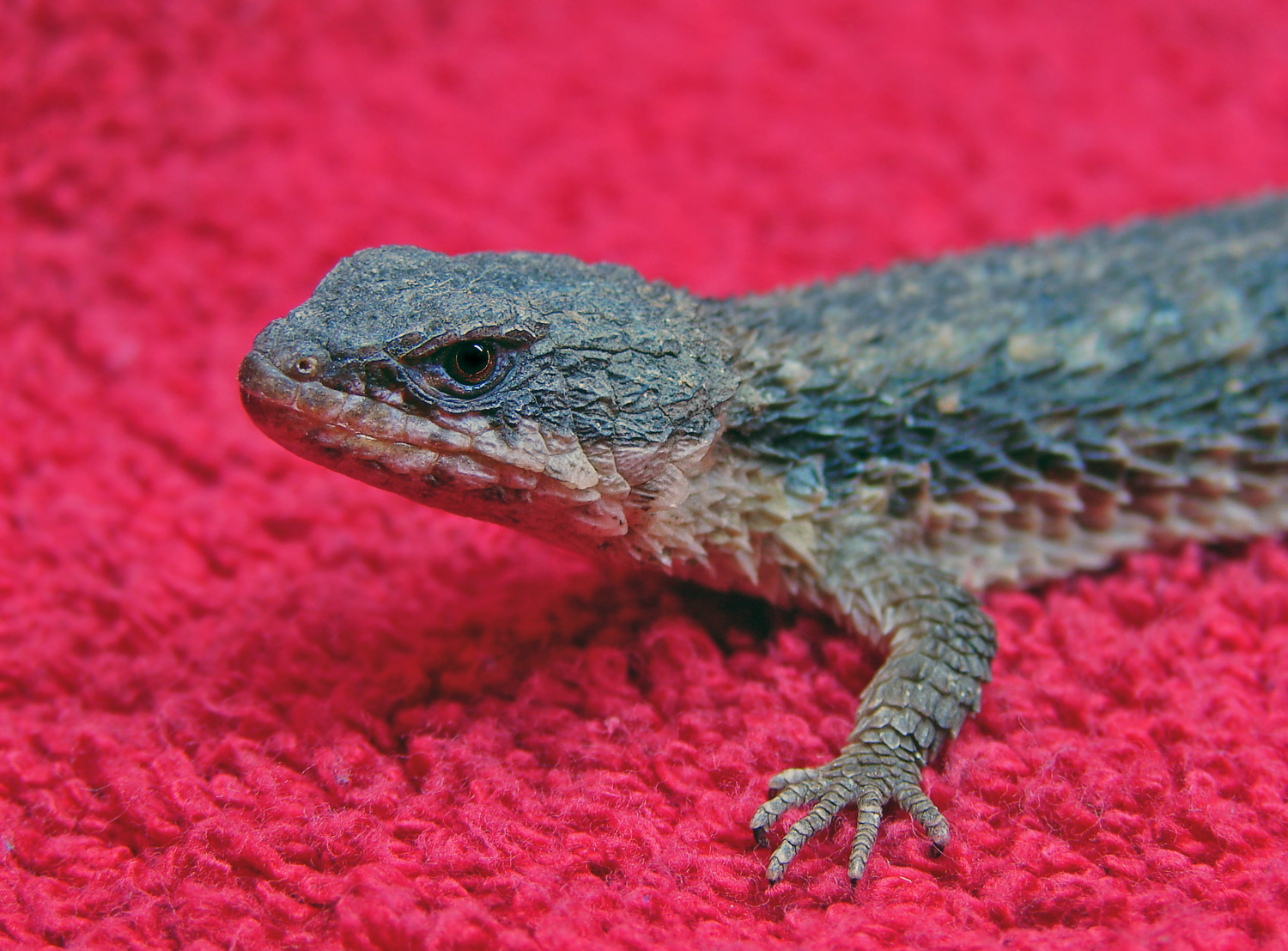